# American Idiot
| 전문가 평가          | 전문가 평가 |
| 총 점수              | 총 점수     |
| 출처                 | 점수        |
| -------------------- | ----------- |
| 메타크리틱           | 79/100      |
| 평가 점수            |             |
| 출처                 | 점수        |
| AllMusic             | [ 2 ]       |
| Entertainment Weekly | B+          |
| The Guardian         | [ 4 ]       |
| Mojo                 | [ 5 ]       |
| NME                  | 8/10        |
| Pitchfork            | 7.2/10      |
| Q                    | [ 8 ]       |
| Rolling Stone        | [ 9 ]       |
| USA Today            | [ 10 ]      |
| The Village Voice    | C+          |

《American Idiot》은 2004년 9월 21일에 리프리즈 레코드에 의해 발매된 미국의 펑크 록 밴드 그린 데이의 일곱 번째 스튜디오 음반이다. 이전 네 개의 음반과 마찬가지로 롭 카발로가 그룹과 공동으로 프로듀싱했다. 《American Idiot》의 녹음 세션은 2003년과 2004년 사이에 캘리포니아주 오클랜드의 스튜디오 880과 할리우드의 오션 웨이 레코딩에서 진행되었다. 밴드 멤버들에 의해 "펑크 록 오페라"라고 불리는 콘셉트 음반인 《American Idiot》은 미국의 중산층 이하의 청소년 안티 히어로인 〈Jesus of Suburbia〉의 이야기를 따른다. 이 음반은 9·11 테러와 이라크 전쟁과 같은 격동의 사건들로 형성된 시기에 성년이 된 세대의 환멸과 반대를 표현한다. 이를 달성하기 위해 밴드는 연결된 노래들 사이의 전환과 음반 주제를 제시하는 길고 짜임새 있는 창의적인 구성을 포함하여 비전통적인 기술을 스스로 사용했다.
이전 음반 《Warning》 (2000년)의 실망스러운 판매 이후, 밴드는 잠시 휴식을 취한 후 다음 음반인 《Cigarettes and Valentines》를 계획하기 시작했다. 그러나 마스터 테이프가 도난당했을 때 녹음이 중단되었고, 이후 밴드는 다음 음반을 처음부터 시작하기로 결정했다. 그 결과는 더 사회적으로 비판적이고 정치적으로 충전된 음반이었고, 더 포크하고 파워 팝에서 영감을 받은 《Warning》 이후 밴드의 펑크 록 사운드로 돌아왔고, 이전 음반에서는 탐구되지 않은 추가적인 영향을 받았다. 게다가, 밴드는 공연과 언론 행사 동안 음반에 더 많은 연극적인 존재감을 더하기 위해 무대에서 빨간색과 검은색 유니폼을 입고 "이미지 체인지"를 겪었다.
《American Idiot》은 2004년 가장 기대되는 발매 중 하나가 되었다. 이 음반은 그린 데이의 커리어 컴백을 기념하여 27개국에서 차트인을 했고, 그룹 최초로 빌보드 200 1위에 올랐고, 다른 18개국에서 1위로 정점을 찍었다. 전 세계적으로 1,600만 장 이상이 팔렸고, 밴드의 두 번째로 많이 팔린 음반 (1994년 메이저 레이블 데뷔, 《Dookie》 뒤)이자 10년 동안 가장 많이 팔린 음반 중 하나가 되었다. 이 음반은 이후 2013년 미국 음반 산업 협회에 의해 6배 플래티넘 인증을 받았다. 이 음반은 타이틀곡인 〈American Idiot〉, 〈Holiday〉, 〈Wake Me Up When September Ends〉, 〈Jesus of Suburbia〉, 그래미 어워드 올해의 레코드 상 수상자인 〈Boulevard of Broken Dreams〉 등 다섯 개의 성공적인 싱글을 발매했다.

## 배경
그린 데이는 1990년대의 가장 인기 있는 록 밴드 중 하나였다. 하지만, 그들의 2000년 음반 《Warning》은 대체로 긍정적인 리뷰에도 불구하고, 상업적으로 실망스러운 것이었다. 2002년 초, 그들은 Pop Disaster Tour에 나섰고, 블링크-182로 헤드라인을 장식했다. 이 투어는 굿 샬럿, 썸 41, 뉴 파운드 글로리와 같은 밴드로 구성된 팝 펑크 씬의 "늙은 정치인"으로 명성을 얻고 있던 밴드에게 모멘텀을 만들었다.
세 명의 밴드 멤버들 사이에 해결되지 않은 개인적인 문제들에 관한 모든 것들이 지경에 이르렀다. 베이시스트 마이크 던트에 따르면, 그 밴드는 논쟁적이고 비참했으며, "방향을 바꿀" 필요가 있었다. 게다가, 그들이 "중세의 위기에 대한 초대"라고 느꼈던, 그 밴드는 베스트 음반인 《International Superhits!》를 발표했다. 가수 빌리 조 암스트롱은 던트에게 전화를 걸어, 그에게 "밴드를 더 하고 싶어?"라고 물었다. 그는 그의 무모한 생활 방식에 "매혹되고 겁에 질린" 그 자신감을 느꼈고, 그의 결혼은 위험에 처했다.  암스트롱은 그의 밴드 동료들에게 새로운 노래를 보여주는 것을 두려워했던 반면, 던트와 트레 쿨은 그 가수를 통제하는 것으로 보았다. 2003년 1월부터, 그 그룹은 매주 개인적인 토론을 했고, 그것은 음악가들 사이에 활기를 되찾는 결과로 이어졌다. 그들은 "더 존중하고 덜 비판"하면서, 쿨과 던트로부터 더 많은 음악적인 의견에 합의했다.
그린 데이는 2002년의 많은 시간을 캘리포니아주 오클랜드의 스튜디오 880에서 《Cigarettes and Valentines》라는 제목의 음반을 위해 새로운 자료를 녹음하는 데 보냈고, 그들의 음악에 새로운 것을 확립하기를 희망하며 프로젝트를 위한 "폴카 노래, 더러운 버전의 크리스마스 곡들, 그리고 살사 넘버들"을 만들었다. 20곡의 노래를 완성한 후, 데모 마스터 테이프는 그 해 11월에 도난 당했다. 2016년, 암스트롱과 던트는 마침내 그 자료를 회수했고 아이디어를 위해 그것을 사용하고 있다고 말했다.
도난 이후, 밴드는 오랜 프로듀서 롭 카발로와 상담했다. 카발로는 그들에게 사라진 곡들이 그들의 최고의 작품인지 자문해보라고 말했다. 암스트롱은 "솔직히 우리 자신을 바라보며 '그것이 우리가 한 일 중 최고였다'고 말할 수 없었습니다."라고 말했다. 그래서 우리는 앞으로 나아가 완전히 새로운 것을 하기로 결정했다. 그들은 동의했고 그 후 3개월을 새로운 자료를 쓰는데 보냈다.

## 곡 목록
모든 곡들은 그린 데이에 의해 작사/작곡하였다.
| #   | 제목 | 재생 시간                               |
| --- | --- | --------------------------------------- |
| 1.  | 〈American Idiot〉 | 2:54                                    |
| 2.  | 〈Jesus of Suburbia - I. Jesus of Suburbia - II. City of the Damned - III. I Don't Care - IV. Dearly Beloved - V. Tales of Another Broken Home〉   | 9:08 - 1:51 - 1:51 - 1:43 - 1:05 - 2:38 |
| 3.  | 〈Holiday〉 | 3:52                                    |
| 4.  | 〈Boulevard of Broken Dreams〉 | 4:52                                    |
| 5.  | 〈Are We the Waiting〉 | 2:42                                    |
| 6.  | 〈St. Jimmy〉 | 2:56                                    |
| 7.  | 〈Give Me Novacaine〉 | 3:25                                    |
| 8.  | 〈She's a Rebel〉 | 2:00                                    |
| 9.  | 〈Extraordinary Girl〉 | 3:33                                    |
| 10. | 〈Letterbomb〉 | 4:05                                    |
| 11. | 〈Wake Me Up When September Ends〉 | 4:45                                    |
| 12. | 〈Homecoming - I. The Death of St. Jimmy - II. East 12th St. - III. Nobody Likes You - IV. Rock and Roll Girlfriend - V. We're Coming Home Again〉 | 9:18 - 2:24 - 1:38 - 1:21 - 0:44 - 3:11 |
| 13. | 〈Whatsername〉 | 4:14                                    |

## 인증
| 국가                                                                                         | 인증        | 판매량/출하량 |
| -------------------------------------------------------------------------------------------- | ----------- | ------------- |
| 아르헨티나 (CAPIF)                                                                           | 2× 플래티넘 | 80,000^       |
| 오스트레일리아 (ARIA)                                                                        | 6× 플래티넘 | 420,000^      |
| 오스트리아 (IFPI 오스트리아)                                                                 | 2× 플래티넘 | 60,000*       |
| 벨기에 (BEA)                                                                                 | 플래티넘    | 50,000*       |
| 브라질 (Pro-Música Brasil)                                                                   | 골드        | 93,627        |
| 캐나다 (뮤직 캐나다)                                                                         | 다이아몬드  | 1,000,000     |
| 덴마크 (IFPI Danmark)                                                                        | 2× 플래티넘 | 80,000^       |
| 핀란드 (Musiikkituottajat)                                                                   | 골드        | 23,133        |
| 프랑스 (SNEP)                                                                                | 플래티넘    | 300,000*      |
| 독일 (BVMI)                                                                                  | 4× 플래티넘 | 800,000       |
| 그리스 (IFPI 그리스)                                                                         | 플래티넘    | 20,000^       |
| 헝가리 (MAHASZ)                                                                              | 골드        | 10,000^       |
| 아일랜드 (IRMA)                                                                              | 8× 플래티넘 | 120,000^      |
| 이스라엘                                                                                     | —           | 20,000        |
| 이탈리아 sales 2004-2005                                                                     | —           | 250,000       |
| 이탈리아 (FIMI) sales since 2009                                                             | 2× 플래티넘 | 100,000       |
| 일본 (RIAJ)                                                                                  | 2× 플래티넘 | 500,000^      |
| 멕시코 (AMPROFON)                                                                            | 플래티넘    | 100,000^      |
| 네덜란드 (NVPI)                                                                              | 골드        | 40,000^       |
| 뉴질랜드 (RMNZ)                                                                              | 4× 플래티넘 | 60,000^       |
| 포르투갈 (AFP)                                                                               | 골드        | 20,000^       |
| 스페인 (PROMUSICAE)                                                                          | 골드        | 50,000^       |
| 스웨덴 (GLF)                                                                                 | 플래티넘    | 60,000^       |
| 스위스 (IFPI 스위스)                                                                         | 2× 플래티넘 | 80,000^       |
| 영국 (BPI)                                                                                   | 8× 플래티넘 | 2,400,000     |
| 미국 (RIAA)                                                                                  | 6× 플래티넘 | 6,200,000     |
| 요약                                                                                         |             |               |
| 유럽 (IFPI)                                                                                  | 4× 플래티넘 | 4,000,000*    |
| 전 세계                                                                                      | —           | 16,000,000    |
| *판매량을 기반으로 한 인증 · ^출하량을 기반으로 한 인증 · 판매량+스트리밍을 기반으로 한 인증 |             |               |